# Garaeus latior
Garaeus latior là một loài bướm đêm trong họ Geometridae.